# Troms
Troms (Samisch: Romssa fylkkasuohkan) is een fylke ('provincie') van Noorwegen. Ze grenst in het zuiden aan de provincie Nordland, in het oosten aan de provincie Finnmark en aan Zweden en Finland. In het westen en noorden grenst ze aan de Atlantische Oceaan en de Noordelijke IJszee. De hoofdstad van de provincie is Tromsø. 
De provincie werd vernoemd naar het eiland Tromsøya (Oudnoords: Trums) waarop het centrum van Tromsø zich bevindt. Tot 1919 heette de provincie Tromsø amt. Op 1 juli 2006 kreeg de Samische naam voor de provincie, Romsa, officiële status naast de Noorse naam Troms.
Troms ligt ruimschoots noord van de poolcirkel zodat de provincie in de winter heeft te maken met de poolnachten en in de zomer met de middernachtzon. 
Op 8 juni 2017 besloot het Noorse parlement in het kader van de provinciale herindelingen dat Finnmark zou moeten fuseren met provinciebuur Troms tot een grote noordelijke provincie. Ondanks veel verzet, vooral vanuit Finnmark kwam de nieuwe fusieprovincie er toch. Op 1 januari 2020 fuseerde Troms met Finnmark tot de nieuwe provincie Troms og Finnmark. Voor de verkiezingen van het Noorse parlement bleef de oude provincie nog wel bestaan als kiesdistrict. 
De onrust rondom de fusie bleef jarenlang aanhouden. Het parlement van Troms og Finnmark deed bij de landelijke overheid een aanvraag voor het ongedaan maken van de fusieprovincie, maar het kabinet-Solberg bleef vasthouden aan de herindeling. Het centrumrechtse kabinet verloor echter de meerderheid bij de Noorse parlementsverkiezingen 2021. Het nieuwe centrumlinkse kabinet-Støre nam de verzelfstandiging van beide fylkes op in het regeerakkoord. Vanaf 1 januari 2024 is Troms weer een eigen, zelfstandige provincie. 
Tevens bestond de mogelijkheid om zowel Finnmark als Troms als Nordland samen te voegen tot een grote, Noord-Noorse provincie. Dit plan werd echter al snel afgeketst door een enorme hoeveelheid verzet in de drie huidige provincies. De mogelijkheid om Zuid-Troms bij Nordland te voegen en Noord-Troms bij Finnmark (de huidige tiltakssonen) te laten aansluiten, is niet aan bod gekomen.

## Gemeenten

Gemeenten in Troms

Tot en met 2020 omvatte Troms 24 gemeenten. In 2020 fuseerden Berg, Lenvik, Tranøy en Torsken tot de nieuwe gemeente Senja. Sindsdien telt Troms 21 gemeenten. De provincie werd toen ook iets groter, want Tjeldsund (uit Nordland) fuseerde samen met Skånland tot de nieuwe gemeente Tjeldsund.
1. Balsfjord
2. Bardu
3. Dyrøy
4. Gratangen
5. Harstad
6. Ibestad
7. Kåfjord
8. Karlsøy
9. Kvæfjord
10. Kvænangen
11. Lavangen
12. Lyngen
13. Målselv
14. Nordreisa
15. Salangen
16. Senja
17. Skjervøy
18. Sørreisa
19. Storfjord
20. Tjeldsund
21. Tromsø